# Hypercompe obscura
Hypercompe obscura là một loài bướm đêm thuộc phân họ Arctiinae, họ Erebidae.